# Turbonilla hemphilli
Turbonilla hemphilli är en snäckart som beskrevs av Bush 1899. Turbonilla hemphilli ingår i släktet Turbonilla och familjen Pyramidellidae. Inga underarter finns listade i Catalogue of Life.